# Aloyse Klensch
Aloyse Klensch (Essingen, 24 de abril de 1914 — Luxemburgo, 12 de julho de 1961) foi um ciclista luxemburguês. Ele terminou em último lugar no Tour de France 1937.